# De fyra ryttarna
För andra betydelser, se De fyra ryttarna (olika betydelser).
De fyra ryttarna (originaltitel: Four Horsemen of the Apocalypse) är en amerikansk dramafilm från 1962 i regi av Vincente Minnelli. Manuset baseras på Vicente Blasco Ibáñezs roman med samma titel. Filmen tar dock avstamp i andra världskrigets händelser istället för första världskriget.
Regissören Minnelli var först tveksam till att regissera filmen, men gav med sig efter att manuset arbetats om och handlingen förlagts till andra världskriget. Minnelli ville ha Alain Delon att spela huvudrollen, men den gavs åt Glenn Ford. Det mesta av filmen spelades in i Paris under våren och sommaren 1960, bland annat runt Operan, S:t Germaine och Sorbonne. Ett antal scener spelades in kring Versailles. Ekonomiskt sett så var filmen en stor flopp; publiken uteblev.

## Medverkande i urval
- Glenn Ford – Julio Desnoyers
- Ingrid Thulin – Marguerite Laurier
- Charles Boyer – Marcelo Desnoyers
- Yvette Mimieux – Chi-Chi
- Lee J. Cobb – Madariaga
- Paul Henreid – Etienne Laurier
- Karl Boehm – Heinrich von Hartrott
- Paul Lukas – Karl von Hartrott
- Nestor Paiva – Miguel